# Guillaume de Sonnac
Guillaume de Sonnac o Saunhac (... – 3 luglio 1250) è stato un militare francese che fu Gran Maestro dei Cavalieri templari dal 1247 al 1250.

## Biografia
Nacque da una nobile famiglia francese della regione di Rouergue, non si conosce la data di nascita. Frà Matteo Paris lo descrive come "un uomo discreto e circospetto, che era anche abile ed esperto negli affari di guerra".
De Sonnac era il Precettore di Aquitania per i templari di Francia dal 1236 e arrivò in Terra santa attorno nell'autunno 1247, trovando "i resti del Regno di Gerusalemme in uno stato precario". Il Gran Maestro Armand de Périgord era stato fatto prigioniero nella Battaglia di La Forbie nel 1244, e non si seppe con certezza che fine avesse fatto e tre anni dopo, alla fine della reggenza di Richard de Bures, de Sonnac venne scelto come nuovo Gran Maestro dell'Ordine.
Nel 1247, i cristiani avevano perso le loro basi di Tiberiade, nel Monte Tabor, Belvoir e ad Ascalona. In questa situazione Luigi IX di Francia preparò la settima crociata, sbarcando a Limassol, sull'isola di Cipro il 17 settembre 1248, così De Sonnac salpò da San Giovanni d'Acri per incontrarlo e iniziare i preparativi. Poco dopo, il Gran Maestro ricevette un emiro dal sultano che offriva ai crociati un trattato di pace, ma il re ordinò di cessare ogni negoziato senza aver ottenuto il permesso da parte sua, così de Sonnac non discusse del trattato.
Il 5 giugno 1249, l'armata crociata francese insieme ai templari di de Sonnac assediò Damietta, caduta in mano egiziana durante la quinta crociata. Dopo una lunga battaglia che ha visto combattere lo stesso sovrano con le sue truppe, gli egiziani si ritirarono lasciando la città indifesa.
De Sonnac partecipò poi anche alla Battaglia di Mansura, insieme con il Luigi IX, il fratello Roberto I d'Artois e William II Longespée, che comandava il contingente inglese. L'8 febbraio 1250 un beduino indicò ai crociati dove potevano oltrepassare il Nilo, così de Sonnac, Roberto I e William II si lanciarono all'assalto dei musulmani senza l'aiuto dell'armata francese principale; presi di sorpresa gli egiziani si ritirano ripiegando rapidamente nella città. Roberto I però si lanciò all'inseguimento anche senza il resto delle forze francesi e si trovò in inferiorità numerica, così secondo Matteo Paris e quindi, anche se contrario, de Sonnac fu costretto a seguirlo con i suoi templari. I tre comandanti caricarono Mansura con uomini stanchi e senza rinforzi e rapidamente vennero completamente circondati. De Sonnac rifiutò la resa e i suoi cavalieri combatterono fino all'ultimo uomo. Il conte Longespee morì in combattimento così come Roberto I, de Sonnac invece riuscì a scappare, gravemente ferito, con un solo occhio e due cavalieri degli originali 280. Fuori dalla città trovò però l'esercito francese che veniva in rinforzo e dopo aver ricevuto le prime cure mediche, tornò ad aiutare i suoi a respingere gli inseguitori musulmani.
I cristiani nel loro accampamento fuori dalla città erano comunque sotto costanti attacchi e a seguito di un attacco particolarmente violento, De Sonnac morì. Aveva combattuto tra le file francesi nonostante la benda su un occhio e durante la battaglia venne ferito nuovamente al volto rimanendo completamente cieco. Così in seguito venne facilmente ucciso dai musulmani.